# Посавский кантон
Посавский кантон (босн. Posavski kanton, хорв. Posavska županija, серб. Посавски кантон) — один из 10 кантонов в Федерации Боснии и Герцеговины, входящей в Боснию и Герцеговину.

## География
Посавский кантон расположен на севере страны и является самым маленьким из кантонов по площади. Он состоит из двух анклавов на границе с Хорватией по реке Сава, отделённых от остальной территории Федерации Республикой Сербской и частично Округом Брчко. Административным центром кантона является Орашье. Он состоит из общин Домалевац-Шамац, Оджак и Орашье.

## Население
На 2013 год 77,32 % населения кантона составляли хорваты, 19 % — боснийцы.